# マナート・L・エベール (駆逐艦)
| USS Mannert L. Abele DD-733 |                                                                         |
| 艦歴                        |                                                                         |
| 発注:                       |                                                                         |
| 起工:                       | 1943年12月9日                                                           |
| 進水:                       | 1944年4月23日                                                           |
| 就役:                       | 1944年7月4日                                                            |
| 退役:                       |                                                                         |
| 除籍:                       |                                                                         |
| その後:                     | 1945年4月12日、沖縄で戦没                                               |
| 性能諸元                    |                                                                         |
| 排水量:                     | 2,200トン                                                               |
| 全長:                       | 376 ft 6 in (114.8 m)                                                   |
| 全幅:                       | 41 ft 1 in (12.5 m)                                                     |
| 吃水:                       | 15 ft 8 in (4.8 m)                                                      |
| 機関:                       | 2軸推進、60,000 shp (45 MW)                                             |
| 最大速:                     | 34 ノット (63 km/h)                                                     |
| 航続距離:                   | 6,500 海里 (12,000 km) 15ノット時                                       |
| 兵員:                       | 士官、兵員336名                                                         |
| 兵装:                       | 38口径5インチ砲6門 40mm対空砲12門 20mm対空砲11門 21インチ魚雷発射管10門 |

マナート・L・エベール(USS Mannert L. Abele, DD-733)は、アメリカ海軍の駆逐艦。アレン・M・サムナー級駆逐艦の30番艦。艦名は、潜水艦グラニオン(USS Grunion, SS-216)の艦長として戦死後に海軍殊勲章を受章した、マナート・L・エベール少佐に因む。

## 艦歴
メイン州バスのバス鉄工所で1943年12月9日に起工。1944年4月23日にマナート・L・エベール夫人によって命名、進水し、1944年7月4日にマサチューセッツ州ボストンでアルトン・E・パーカー艦長の指揮下、就役した。
バーミューダでの整調後にマナート・L・エベールはチェサピーク湾で乗組員の訓練を行い、10月16日に太平洋での任務のためノーフォークを出航する。サンディエゴ経由で真珠湾に11月17日到着し、2週間の集中的な訓練を行う。12月3日に船団警護で西太平洋に向かうが、2週間後に帰還し戦闘機指揮艦へ転換される。硫黄島進攻作戦に向けて特別の無線・レーダー装置を搭載し、レーダー監視訓練を行った後1945年1月27日に出航した。
リッチモンド・K・ターナー中将の第51任務部隊で船団護衛の任務を与えられたマナート・L・エベールは、2月19日に出航しエニウェトク、サイパン経由で上陸部隊の船団を警護した。翌日には火力支援グループに加わり艦砲射撃を行った。続く28時間の間の砲撃で数多くの日本の野砲陣地、トーチカ、その他の施設を破壊する。その後は第5海兵大隊の上陸支援のため夜間照明および攪乱射撃を行った。2月21日には船団護衛およびレーダー監視任務を再開する。
3月3日から4日および3月8日から10日までマナート・L・エベールは海兵隊の地上作戦支援のため艦砲射撃を行い、3月10日にはウルシー泊地に向かい、12日に到着した。
その後マナート・L・エベールは3月20日にウルシー泊地を出航しレーダー監視任務を行い、翌日には沖縄進攻作戦参加のためモートン・デヨ中将率いる第54任務部隊に加わる。部隊は3月24日に琉球列島に到着、翌週には沖縄本島攻撃前の慶良間列島へ艦砲射撃を行い進攻部隊への支援を行う。加えて上陸前の潜水作戦支援のため日本に対する砲撃も行った。
アメリカ軍は4月1日に海岸への攻撃を開始し、マナート・L・エベールは火力支援を行った後その日遅くに沖縄北東でレーダー監視任務に従事する。4月3日に3機の日本軍機の攻撃を受けるが、そのうち2機を砲撃により撃破する。4月5日にレーダー監視任務を離れ、沖合で船団警護を再開する。6日には双発爆撃機を他の艦と協力して撃墜した。
翌日、マナート・L・エベールは第54任務部隊に合流し、日本海軍の戦艦大和を含む水上特攻部隊から輸送船団を護衛する任務に就く。
マナート・L・エベールはレーダー監視任務を4月8日に再開し、沖縄北西約70マイルの偵察ステーション14番を揚陸艦2隻と共に偵察した。4月12日の午後、偵察の途中に日本軍の攻撃を受ける。13:45に3機の特攻機が突入し、2機を砲撃により撃破したが、攻撃をすり抜けた3機目が揚陸艦への攻撃を試み失敗した。14:00には15機から25機の敵機が飛来し、砲撃によって破壊された1機の軽爆撃機を除いて、日本軍機は30分以上マナート・L・エベールの射程外を飛行した。
14:40頃に3機の零式艦上戦闘機が攻撃のために近づき、マナート・L・エベールは1機を撃破、もう1機も約4,000ヤードの距離で撃墜した。5インチ砲による激烈な対空砲火にもかかわらず、3機目が艦の右舷に突入し、機関室後方で爆発した。マナート・L・エベールはたちまち推進力を失い停止した。爆風が機関室後方を吹き飛ばし、二番砲塔後方の竜骨も損傷した。ブリッジは艦の制御を失い、5インチ砲も使用不能となった。続いて、桜花を搭載した3機の一式陸上攻撃機が接近し、うち1機が桜花を分離した。桜花は時速800km以上でマナート・L・エベールの右舷後方へ接近し、40mmと20mm機銃で応戦するも右舷の喫水線付近の弾薬庫前方に突入され爆発した。
マナート・L・エベールは、すべての動力、照明および通信が切断されたのみならず、中央区画が吹き飛び、船体が真っ二つに折れて、船首および船尾部分は3分間で沈没した。艦の沈没水域には生存者が浮かんでおり、随行していた揚陸艦 LSMR-189 および LSMR-190 が残っていた日本軍機2機を撃墜し、生存者を救出した。パーカー艦長は後に「彼ら（揚陸艦の乗組員）の価値は金のように重かった」と賞賛した。
マナート・L・エベールは沖縄戦において桜花によって撃沈された唯一の艦であり、桜花によって攻撃された3隻のレーダー監視艦のうちの最初の艦であった。日本軍の奮戦にもかかわらず、レーダー監視艦は彼らの任務を成功の内に終えた。レーダー監視部隊の指揮官であるフレデリック・ムースブラッガー大佐は、部隊の危険な任務を、「...我々海軍の伝統における最高の業績のシンボルである」と賞賛した。
マナート・L・エベールは、第二次世界大戦の戦功での2つの従軍星章を受章した。
2023年5月26日、海軍歴史遺産司令部の水中考古学部門は、沖縄本島北方沖の水深1300mでマナート・L・エベールを発見したと発表した。